# Naturalisme (filosofi)
 Denne artikel omhandler den filosofiske retning af dette navn. Opslagsordet har også en anden betydning, se Naturalisme.
 Der er for få eller ingen kildehenvisninger i denne artikel, hvilket er et problem. Du kan hjælpe ved at angive troværdige kilder til de påstande, som fremføres i artiklen.

Naturalisme er i filosofien den anskuelse, der opfatter naturen som det eneste virkelige, og som afviser alt overnaturligt. Naturen eller universet er altså ikke styret af guddommelige eller andre overnaturlige kræfter. Den er selvskabt, selvopretholdende og selvforklarende. Alt eksisterende reduceres til en udstrakt og kausalt bestemt natur, der kan erkendes ved hjælp af naturvidenskabelige metoder. Naturalismen dominerede især tænkningen i sidste halvdel af 1800-tallet, hvor navnlig Darwins teorier var medvirkende til, at også mennesket blev opfattet naturalistisk dvs. som et højtudviklet dyr. Som dyret er mennesket styret af sine drifter, behov og instinkter. Filosoffer inden for denne retning er bl.a. Hobbes, som ser mennesket maskinelt og Demokrit, som hævdede, at mennesket og verden er opbygget af såkaldte 'atomer'. Demokrit argumenterede for, at alting kan deles i stadig mindre stykker indtil en nedre grænse. De mindste stykker kaldte han for atomer. Hans teori var banebrydende og forud for sin tid, men forstod dog ikke atomer i den forstand, som vi kender atomer i dag.
Naturalismen betragter de psykiske og åndelige processer som en blot fortsættelse af de fysiske.
Den filosofiske betegnelse naturalisme blev mest anvendt i 1600- og 1700-tallet, idet den i 1800-tallet indtrådte i forskellige filosofiske standpunkter som materialisme, positivisme, sensualisme og til dels i panteismen, hvilke retninger overtog og udbyggede den ældre naturalismes grundholdning.